# 18e Bergkorps
Het 18e Bergkorps (Duits: Generalkommando XVIII. Gebirgs-Armeekorps) was een Duits legerkorps van de Wehrmacht tijdens de Tweede Wereldoorlog. In het begin vocht het korps op de Balkan. Vervolgens werd het korps naar Finland getransporteerd, waar het 2 jaar bleef. Daarna volgde nog een inzet vanaf begin 1945 aan de Weichsel-monding.

## Krijgsgeschiedenis

### Oprichting
Het 18e Bergkorps werd gevormd op 1 november 1940 in Wehrkreis VII uit grote delen van het 18e Legerkorps.

### Balkan

Operatie Marita 1941

Het korps was aangemerkt om deel te nemen aan de Balkanveldtocht. Al in februari 1941 werd het korps daartoe naar Roemenië verplaatst en vanaf midden maart naar Bulgarije. Het korps nam deel aan Operatie Marita. Op 6 april 1941 werd met succes de Metaxaslinie doorbroken. Vervolgens werd opgerukt naar Thessaloniki en verder naar de Olympus. Daarna stootte het korps door naar Thermopylae, richting Athene en veroverde de Peloponnesos. Na het beëindigen van de strijd bleef het korps in Griekenland als verdedigingsmacht. De korpscommandant was van 16 september tot 2 december 1941 ook de 'Militärbefehlshabers von Serbien'. Op 7 december werd het korps uit Servië gehaald en naar Duitsland verplaatst, direct onder bevel van het OKH. Daar bleef het korps tot 18 mei 1942.

### Finland

Terugtocht door Finland in 1944

Vervolgens werd het korps naar Lapland verplaatst en daar ten zuiden van het 36e Bergkorps in de frontlinie geschoven. Het korps was hier meer dan 2 jaar verwikkeld in een stellingoorlog, zonder grootse gevechtshandelingen. Nadat Finland een wapenstilstand met de Sovjet-Unie had gesloten, begon de terugtocht in oktober 1944. Via Kuusamo, Rovaniemi en Muonio trok het korps zich terug naar Noord-Noorwegen. Aan het eind van 1944 vocht het korps bij het drielandenpunt.

### Oostfront
Eind januari 1945 werd het korps naar het Oostfront getransporteerd, specifiek naar Heeresgruppe Weichsel. Het korps kwam in februari 1945 onder bevel van het 2e Leger en werd ingezet in de Weichsel-delta en bij Stutthof aan het Frischen Haff. Het korps werd door de Sovjet-aanvallen samengedreven. Daar vond het korps zijn einde.
Op 8 mei 1945 capituleerde het 18e Bergkorps bij Stutthof aan de Sovjets.

## Bovenliggende bevelslagen

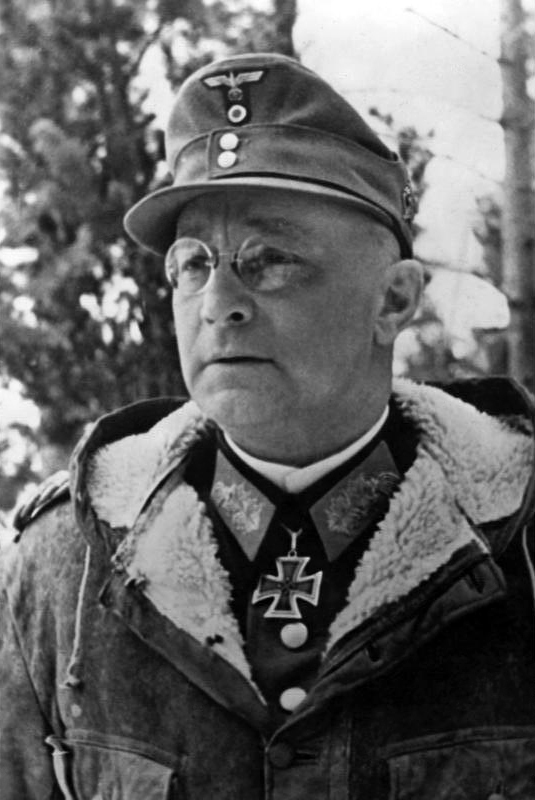
General Franz Böhme

| Leger             | Legergroep            | Plaats/regio                 | Begin             | Eind              |
| ----------------- | --------------------- | ---------------------------- | ----------------- | ----------------- |
| 2. Armee          | Heeresgruppe C        | Duitsland                    | 1 november 1940   | 11 februari 1941  |
| 12. Armee         | OKH                   | Roemenië                     | 11 februari 1941  | 11 maart 1941     |
| Panzergruppe 1    | OKH                   | Bulgarije                    | 11 maart 1941     | 26 maart 1941     |
| 12. Armee         | OKH                   | Bulgarije/Griekenland/Servië | 26 maart 1941     | 7 december 1941   |
| beschikbaar       | OKH                   | Duitsland                    | 7 december 1941   | 18 mei 1942       |
| Armee Lappland    | OKH                   | Lapland                      | 18 mei 1942       | 22 juni 1942      |
| 20. Gebirgs-Armee | OKH                   | Lapland/Noord-Noorwegen      | 22 juni 1942      | eind januari 1945 |
| 2. Armee          | Heeresgruppe Weichsel | West-Pruisen                 | eind januari 1945 | 7 april 1945      |
| Armee Ostpreußen  | --                    | West-Pruisen                 | 7 april 1945      | 8 mei 1945        |

## Commandanten
| Rang                      | Naam               | Begin            | Eind             |
| ------------------------- | ------------------ | ---------------- | ---------------- |
| General der Gebirgstruppe | Franz Böhme        | 1 november 1940  | 10 december 1943 |
| General der Gebirgstruppe | Karl Eglseer       | 10 december 1943 | 23 juni 1944 †   |
| General der Infanterie    | Friedrich Hochbaum | 24 juni 1944     | 8 mei 1945       |